# Trachelipus armenicus
Trachelipus armenicus är en kräftdjursart som beskrevs av Borutzkii 1976D. Trachelipus armenicus ingår i släktet Trachelipus och familjen Trachelipodidae. Inga underarter finns listade i Catalogue of Life.